# Congrès panafricain d'Azanie
Pour les articles homonymes, voir PAC et Congrès panafricain.
Le Congrès panafricain d'Azanie (en anglais : Pan Africanist Congress of Azania abrégé en PAC) est un parti politique d'Afrique du Sud. Ancien mouvement de libération, il naît en 1959 d'une scission de l'aile la plus africaniste de l'ANC, hostile à l'intégration de Blancs dans les instances dirigeantes du mouvement de libération ainsi qu'à l'influence du Parti communiste sud-africain (SACP).
Son projet politique révolutionnaire prévoit de rebaptiser l'Afrique du Sud en Azanie (Azania).

## Dénominations
Officiellement, le parti s'appelle « Congrès panafricain d'Afrique du Sud » (Panafricanist Congress of South Africa) à l'origine puis adopte le nom de « Congrès panafricain d'Azanie » (Panafricanist Congress of Azania) à partir de 1968.

## Historique

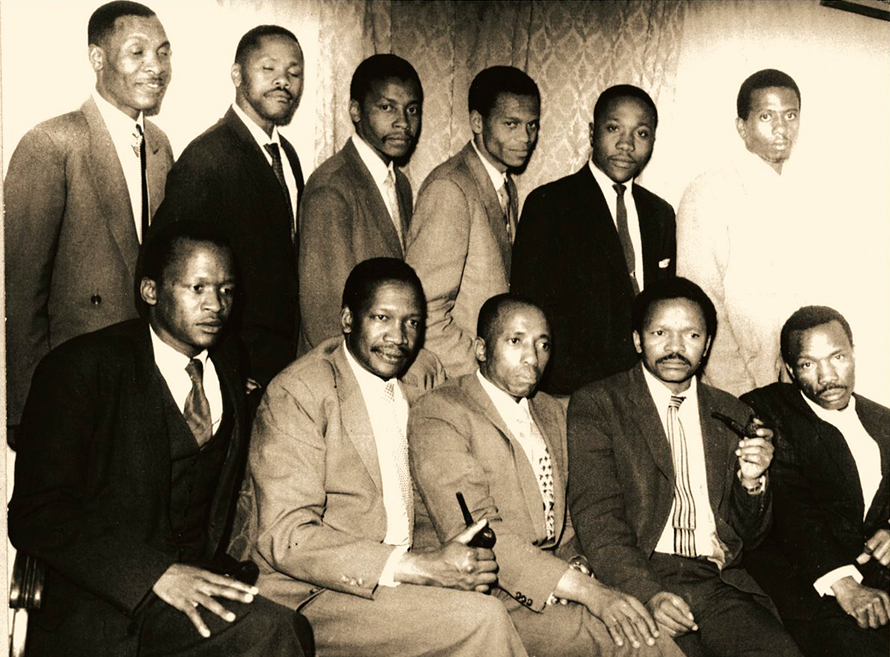
Membres fondateurs du Congrès panafricain d'Azanie en 1957.

Robert Sobukwe est le fondateur du PAC et son premier président en avril 1959 à Johannesbourg. Il en fait un rival immédiat de l'ANC pour conquérir les masses. Ainsi, son premier coup d'éclat est de devancer l'ANC dans l'organisation des campagnes de défiance au gouvernement. Alors que l'ANC avait lancé une campagne de défiance à compter du 31 mars 1960, le PAC décide d'organiser sa propre campagne de défiance 10 jours plus tôt le 21 mars 1960. Sobukwe appelle les Noirs à laisser leurs « passeports intérieurs » (carte d'identité + laissez-passer) chez eux, défiant les lois d'apartheid, et à manifester pacifiquement devant les commissariats de police.
À Sharpeville, la manifestation pacifique dérape en massacre. La police tue 69 personnes et en blesse 186.
C'est à la suite de ce massacre de Sharpeville que le gouvernement du Parti national Afrikaner décréte l'état d'urgence et prononce l'interdiction du PAC et de l'ANC. Sobukwe est arrêté et emprisonné et de nombreux militants quittent le pays.
En 1968, le PAC se dote de sa branche militaire, l'Armée de libération du peuple azanien. En 1969, Sobukwe est relâché dans une quasi indifférence. À la fin des années 1970, le PAC participe aux émeutes qui ensanglantent les townships et participe à la formation du Mouvement de la conscience noire sous la direction de Steve Biko. À la mort de Sobukwe en 1978, le PAC est un mouvement sans chef et sans réelle organisation.
En 1979, David Sibeko prend la direction de l'organe exécutif du PAC mais son assassinat à Dar es Salam en Tanzanie, le 12 juin 1979, plonge une nouvelle fois le parti dans l'instabilité.
En 1990, le PAC est de nouveau légalisé en même temps que l'ANC. En 1994, sa participation aux premières élections multiraciales est un échec, confirmé par la suite en 1999 et 2004. En 2003, une aile modérée du PAC fait scission sous la houlette de Patricia de Lille et constitue le parti des Démocrates indépendants (Independent Democrats).
En août 2013, le PAC élit Alton Mphethi à la présidence, après que le dirigeant précédent, Letlapa Mphahlele, ait été expulsé en mai, sur fond d'allégations de tentative de division du parti, d'irrégularité financière et de mauvaise gouvernance,. Une fraction du PAC continue à considérer Mphalele comme son dirigeant. L'affaire se règle en justice et Mpheti est finalement confirmé comme chef du parti pour les élections de 2014,. Mpheti est par la suite inculpé du meurtre d'un ressortissant swazi, Mthunzi Mavundla. Luthando Mbinda est élu président au congrès de 2014 à Botshabelo tandis que Letlapa Mphahlele est élu en juillet 2015 à Mangaung. Mbinda affirme que l'élection de Mphahlele n'est pas valable, car il n'était pas en règle vis-à-vis du parti, tandis que Mphalele conteste son éviction en justice. La commission électorale indépendante suspend ses allocations de fonds tant que la situation n'est pas clarifiée quant à la direction du parti et, en octobre 2015, la Haute Cour confirme l'élection de Mbinda,. Un conflit se fait jour entre Mbinda et le Directeur général (CEO), Narius Moloto. Mbinda est évincé puis exclu du parti pour l'avoir discrédité. Narius Moloto est élu dirigeant du parti en décembre 2017,. Les conflits perdurent après les élections de 2019, Narius Moloto ayant dissous unilatéralement les structures du parti, décision ensuite annulée par les tribunaux. En août 2019, au Limpopo, un fraction élit Moloto comme dirigeant tandis qu'une semaine plus tard, à Bloemfontein, une autre faction investit Mzwanele Nyhontso comme président. En octobre 2019, la commission électorale reconnait Nyhontso comme dirigeant légitime.

## Projet politique
Bien que fondé en partie à cause de son hostilité à l'influence du Parti communiste, le PAC a évolué durant les années 1960 vers le maoïsme et le nationalisme africain.
Sa branche militaire, rivale de celle de l'ANC, fut lancée en 1968 sous le nom de Poqo puis fut rebaptisée « Armée de libération du peuple d'Azanie » (en anglais : Azanian People's Liberation Army, abrégé en APLA) au slogan à succès « un colon, une balle » (one settler, one bullet). Concrètement, l'APLA fut incapable de concurrencer la branche militaire de l'ANC non plus que d'organiser la moindre campagne militaire.

## Résultats électoraux

### Assemblée nationale
| Année | Voix    | %    | Sièges  |
| ----- | ------- | ---- | ------- |
| 1994  | 243 478 | 1,25 | 5 / 400 |
| 1999  | 113 125 | 0,71 | 3 / 400 |
| 2004  | 113 512 | 0,73 | 3 / 400 |
| 2009  | 48 530  | 0,27 | 1 / 400 |
| 2014  | 37 784  | 0,21 | 1 / 400 |
| 2019  | 32,677  | 0.19 | 1 / 400 |

### Assemblées provinciales
| Année | Cap-Oriental | État libre | Gauteng | KwaZulu-Natal | Limpopo | Nord-Ouest | Mpumalanga | Cap-Nord | Cap-Occidental |
| ----- | ------------ | ---------- | ------- | ------------- | ------- | ---------- | ---------- | -------- | -------------- |
| 1994  | 1 / 56       | 0 / 30     | 1 / 86  | 1 / 81        | 0 / 40  | 0 / 30     | 0 / 30     | 0 / 30   | 0 / 42         |
| 1999  | 1 / 63       | 0 / 30     | 0 / 86  | 0 / 80        | 1 / 49  | 0 / 33     | 0 / 30     | 0 / 30   | 0 / 42         |
| 2004  | 1 / 63       | 0 / 30     | 1 / 73  | 0 / 80        | 0 / 49  | 0 / 33     | 0 / 30     | 0 / 30   | 0 / 42         |
| 2009  | 0 / 63       | 0 / 30     | 0 / 73  | 0 / 80        | 0 / 49  | 0 / 33     | 0 / 30     | 0 / 30   | 0 / 42         |
| 2014  | 0 / 63       | 0 / 30     | 0 / 73  | 0 / 80        | 0 / 49  | 0 / 33     | 0 / 30     | 0 / 30   | 0 / 42         |
| 2019  | 0 / 63       | 0 / 30     | 0 / 73  | 0 / 80        | 0 / 49  | 0 / 33     | 0 / 30     | 0 / 30   | 0 / 42         |